# Balignicourt
Balignicourt är en kommun i departementet Aube i regionen Grand Est (tidigare regionen Champagne-Ardenne) i nordöstra Frankrike. Kommunen ligger  i kantonen Chavanges som ligger i arrondissementet Bar-sur-Aube. År 2022 hade Balignicourt 57 invånare.
Balignicourt ligger ungefär 18 kilometer nordost om Brienne-le-Château och 25 kilometer sydsydväst om Vitry-le-François. Floden Meldançon flyter genom kommunen från öster till väster och fortsätter västerut för att rinna ut i floden Aube nära Morembert.

## Befolkningsutveckling
Antalet invånare i kommunen Balignicourt
Referens: INSEE